# Orthosia tihanyensis
Orthosia tihanyensis là một loài bướm đêm trong họ Noctuidae.